# Мълчалива водна жаба
Мълчаливите водни жаби (Limnonectes blythii) са вид земноводни от семейство Dicroglossidae.
Срещат се в Югоизточна Азия.
Таксонът е описан за пръв път от белгийско-британския зоолог Жорж Албер Буланже през 1920 година.